# AEW Full Gear
AEW Full Gear – cykl corocznych gal profesjonalnego wrestlingu produkowanych przez federację All Elite Wrestling i nadawanych na żywo w systemie pay-per-view. Jest również uważany za jeden z "wielkiej czwórki" PPV dla AEW, wraz z Double or Nothing, All Out i Revolution.

## Produkcja
Każda gala AEW Full Gear oferuje walki profesjonalnego wrestlingu z udziałem wrestlerów należących do federacji All Elite Wrestling. Oskryptowane rywalizacje (storyline’y) kreowane są podczas cotygodniowych gal Dynamite, Rampage, Dark i AEW Dark: Elevation. Wrestlerzy są przedstawieni jako heele (negatywni, źli zawodnicy i najczęściej wrogowie publiki) i face’owie (pozytywni, dobrzy i najczęściej ulubieńcy publiki), którzy rywalizują pomiędzy sobą w seriach walk mających budować napięcie. Kulminacją rywalizacji jest walka wrestlerska lub ich seria.
Inauguracyjna gala Full Gear odbyła się 9 listopada 2019 roku w Royal Farms Arena w Baltimore w stanie Maryland. To wydarzenie w 2019 roku było również trzecim pay-per-view (PPV) wyprodukowanym przez All Elite Wrestling (AEW), który właśnie powstał w styczniu tego roku. Prezes i Chief Executive Officer AEW, Tony Khan, określił Full Gear jako jeden z "wielkiej czwórki" gal PPV, ich cztery największe gale tego roku produkowane kwartalnie, wraz z Double or Nothing, All Out i Revolution.

## Lista gal
| Gala             | Data                   | Lokalizacja            | Arena             | Walka wieczoru                                                                 | Przypis |
| ---------------- | ---------------------- | ---------------------- | ----------------- | ------------------------------------------------------------------------------ | ------- |
| Full Gear (2019) | 9 listopada 2019(dts)  | Baltimore, Maryland    | Royal Farms Arena | Kenny Omega vs. Jon Moxley Lights Out match                                    | [ 5 ]   |
| Full Gear (2020) | 7 listopada 2020(dts)  | Jacksonville, Floryda  | Daily’s Place     | Jon Moxley (c) vs. Eddie Kingston „I Quit” match o AEW World Championship      | [ 6 ]   |
| Full Gear (2021) | 13 listopada 2021(dts) | Minneapolis, Minnesota | Target Center     | Kenny Omega (c) vs. "Hangman" Adam Page Singles match o AEW World Championship | [ 7 ]   |
| Full Gear (2022) | 19 listopada 2022(dts) | Newark, New Jersey     | Prudential Center | Jon Moxley (c) vs. MJF Singles match o AEW World Championship                  | [ 8 ]   |
| Full Gear (2023) | 18 listopada 2023      | Inglewood, Kalifornia  | Kia Forum         | MJF (c) vs. Jay White Singles match o AEW World Championship                   | [ 9 ]   |
| Full Gear (2024) | 23 listopada 2024      | Newark, New Jersey     | Prudential Center | Jon Moxley (c) vs. Orange Cassidy Singles match o AEW World Championship       | [ 10 ]  |